# Pheidologeton hammoniae
Pheidologeton hammoniae är en myrart som beskrevs av Hermann Stitz 1923. Pheidologeton hammoniae ingår i släktet Pheidologeton och familjen myror. Inga underarter finns listade i Catalogue of Life.